# Lozova (Moldavia)
Lozova è un comune della Moldavia situato nel distretto di Strășeni di 6.581 abitanti al censimento del 2004.

## Località
Il comune è formato dall'insieme delle seguenti località (popolazione 2004):
- Lozova (5.934 abitanti)
- Stejăreni (647 abitanti)